# Antigona lacerata
Antigona lacerata is een tweekleppigensoort uit de familie van de Veneridae. De wetenschappelijke naam van de soort is voor het eerst geldig gepubliceerd in 1845 door Hanley.